# 壳菜果
壳菜果（学名：Mytilaria laosensis）为金缕梅科壳菜果属下的一个种。